# Tim Nedow
Tim Nedow (né le 16 octobre 1990 à Brockville) est un athlète canadien, spécialiste du lancer du poids et du lancer du disque.

## Biographie
Il remporte cinq titres de champion du Canada : trois au lancer du disque en 2011, 2013 et 2014, et deux au lancer du poids en 2013 et 2014.
En 2014, il remporte la médaille de bronze du lancer du poids lors des Jeux du Commonwealth, à Glasgow, devancé par O'Dayne Richards et Tom Walsh.
Le 19 mars 2016, Nedow termine 7e des championnats du monde en salle de Portland avec une marque de 20,23 m.
Le 10 août 2018, Tim Nedow dépasse pour la première fois la barrière des 21 mètres en plein air à l'occasion des championnats NACAC 2018 où il remporte la médaille d'argent avec 21,02 m, derrière Darrell Hill (21,68 m).
Il vit à Brockville (Ontario) et est entraîné par Richard Parkinson.

## Palmarès
| Date | Compétition                        | Lieu                               | Résultat | Marque  |
| ---- | ---------------------------------- | ---------------------------------- | -------- | ------- |
| 2013 | Jeux de la Francophonie            | Nice                               | 3e       | 19,09 m |
| 2014 | Jeux du Commonwealth               | Glasgow                            | 3e       | 20,59 m |
| 2015 | Jeux panaméricains                 | Toronto                            | 2e       | 20,53 m |
| 2016 | Circuit mondial en salle de l'IAAF | Circuit mondial en salle de l'IAAF | 1er      | détails |
| 2016 | Championnats du monde en salle     | Portland                           | 7e       | 20,23 m |
| 2018 | Championnats du monde en salle     | Birmingham                         | 9e       | 20,82 m |
| 2018 | Jeux du Commonwealth               | Gold Coast                         | 3e       | 20,91 m |
| 2018 | Championnats NACAC                 | Toronto                            | 2e       | 21,02 m |
| 2019 | Jeux panaméricains                 | Lima                               | 4e       | 20,48 m |
| 2019 | Championnats du monde              | Doha                               | 9e       | 20,85 m |

## Records
| Épreuve          | Épreuve   | Marque  | Lieu      | Date            |
| ---------------- | --------- | ------- | --------- | --------------- |
| Lancer du poids  | Plein air | 21,02 m | Toronto   | 10 août 2018    |
| Lancer du poids  | En salle  | 21,33 m | Stockholm | 17 février 2016 |
| Lancer du disque | Plein air | 61,49 m | Toronto   | 23 juillet 2015 |